# Dirty Computer
Albums de Janelle Monáe
The Electric Lady
(2013)
Dirty Computer est le 4e album studio de la chanteuse américaine Janelle Monáe sorti en avril 2018.

## Pistes
| Dirty Computer | Dirty Computer                                | Dirty Computer                                                                          | Dirty Computer                                              | Dirty Computer | Dirty Computer | Dirty Computer | Dirty Computer | Dirty Computer | Dirty Computer |
| No             | Titre                                         | Auteur                                                                                  | Producteur(s)                                               | Durée          |                |                |                |                |                |
| -------------- | --------------------------------------------- | --------------------------------------------------------------------------------------- | ----------------------------------------------------------- | -------------- | -------------- | -------------- | -------------- | -------------- | -------------- |
| 1.             | Dirty Computer (featuring Brian Wilson)       | - Janelle Monáe Robinson - Nathaniel Irvin III                                          | - Nate Wonder - Chuck Lightning - Janelle Monáe             | 1:59           |                |                |                |                |                |
| 2.             | Crazy, Classic, Life                          | - Robinson - Irvin III - Charles Joseph II                                              | - Wonder - Lightning - Monáe                                | 4:46           |                |                |                |                |                |
| 3.             | Take a Byte                                   | - Robinson - Irvin III - John M. Webb, Jr. - Nana Kwabena Tuffuor - Kellis Parker, Jr.  | - Wonder - Jon Jon Traxx - Lightning - Monáe - Nana Kwabena | 4:07           |                |                |                |                |                |
| 4.             | Jane's Dream                                  | Jon Brion                                                                               | Brion                                                       | 0:18           |                |                |                |                |                |
| 5.             | Screwed (featuring Zoë Kravitz)               | - Robinson - Irvin III - Roman GianArthur Irvin - Joseph II - Benjamin Hudson Mcildowie | - Wonder - Roman GianArthur - Lightning - Monáe             | 5:02           |                |                |                |                |                |
| 6.             | Django Jane                                   | - Robinson - Irvin III - Tuffuor                                                        | - Kwabena - Wonder                                          | 3:10           |                |                |                |                |                |
| 7.             | Pynk (featuring Grimes)                       | - Robinson - Joseph II - Irvin III - Wynne Bennett - Taylor Parks                       | - Bennett - Lightning - Wonder - Monáe                      | 4:00           |                |                |                |                |                |
| 8.             | Make Me Feel                                  | - Robinson - Mattias Larsson - Robin Fredriksson - Justin Tranter - Julia Michaels      | Mattman & Robin                                             | 3:14           |                |                |                |                |                |
| 9.             | I Got the Juice (featuring Pharrell Williams) | - Robinson - Irvin III - Irvin - Tuffuor - Parks - Pharrell Williams - Joshua Dean      | - Wonder - Kwabena - Lightning - Monáe                      | 3:46           |                |                |                |                |                |
| 10.            | I Like That                                   | - Robinson - Rico Wade - Patrick L. Brown - Ray Murray - Irvin III - Parks              | - Organized Noize - Wonder                                  | 3:20           |                |                |                |                |                |
| 11.            | Don't Judge Me                                | - Robinson - Irvin III - Irvin - Parks - Dean                                           | - Wonder - GianArthur - Monáe                               | 6:00           |                |                |                |                |                |
| 12.            | Stevie's Dream                                | - Irvin III - Irvin                                                                     | - Monáe - Wonder - GianArthur                               | 0:46           |                |                |                |                |                |
| 13.            | So Afraid                                     | - Robinson - Irvin III                                                                  | - Wonder - Monáe                                            | 4:04           |                |                |                |                |                |
| 14.            | Americans                                     | - Robinson - Irvin III - Webb, Jr. - Joseph II - Parker, Jr.                            | - Wonder - Lightning - Monáe - Traxx                        | 4:06           |                |                |                |                |                |
| 48:42          |                                               |                                                                                         |                                                             |                |                |                |                |                |                |

Crédit échantillons
- Django Jane contient un échantillon de A Dream, écrit et interprété par David Axelrod.
- Pynk contient un échantillon de Pink, écrit par Glen Ballard, Richard Supa et Steven Tallarico.

## Classement
| Classement (2018)                   | Meilleure position |
| ----------------------------------- | ------------------ |
| Australie (ARIA)                    | 12                 |
| Autriche (Ö3 Austria Top 40)        | 21                 |
| Belgique (Flandre Ultratop)         | 12                 |
| Belgique (Wallonie Ultratop)        | 67                 |
| Canada (Canadian Albums)            | 8                  |
| Danemark (Tracklisten)              | 30                 |
| France (SNEP Megafusion)            | 64                 |
| Pays-Bas (Mega Album Top 100)       | 20                 |
| Allemagne (Media Control AG)        | 29                 |
| Italie (FIMI)                       | 68                 |
| Nouvelle-Zélande (RIANZ)            | 14                 |
| Norvège (VG-lista)                  | 18                 |
| Portugal (AFP)                      | 24                 |
| Écosse (OCC)                        | 9                  |
| Suisse (Schweizer Hitparade)        | 11                 |
| Royaume-Uni (UK Albums Chart)       | 8                  |
| États-Unis (Billboard 200)          | 6                  |
| États-Unis (Top R&B/Hip-Hop Albums) | 4                  |